# Verde Europa
Il "verde Europa" è una tonalità di verde che è stata usata storicamente per alcuni simboli rappresentanti l'Europa nella sua unità.

## Descrizione
Tale colore fu definito con l'adozione di un simbolo e una bandiera ufficiale da parte del Movimento Federalista Europeo, nel 1948: si tratta di una grande "E", con un verde sfumato leggermente verso il blu, su sfondo bianco.
Nel 1950 fu indetto un concorso per creare una bandiera per il Consiglio d'Europa. Dopo alcuni mesi, nel corso del 1951, furono presentate varie proposte, basantesi sugli elementi simbolici richiesti dalla commissione stessa. Una buona parte di queste bandiere presentava elementi che utilizzavano proprio il colore "verde Europa".
Nonostante sia poi stata scelta un'altra composizione (12 stelle in cerchio) con altri colori (blu e giallo), la "grande E" con il colore verde Europa continuò a essere usata come simbolo del Movimento Federalista europeo, per poi gradualmente scomparire dalla scena pubblica dagli anni '90.

## Esempi
Sono qui elencati alcuni esempi visivi del colore verde Europa e delle sue varianti usate per definire l'Europa federata:

Storica bandiera del Movimento Federalista Europeo (oggi Unione dei Federalisti Europei), a inizio anni '50.

Logo di Rinnovamento Italiano per le Elezioni europee del 1999, che riprende la grande "E" di color "verde Europa", già usata in precedenza anche dalla Democrazia Cristiana.

Alcune delle bandiere proposte nel 1951 alla commissione per la definizione di una bandiera europea per il Consiglio d'Europa, usanti il particolare verde Europa e alcune sue varianti: